# قائمة النزاعات في شمال إفريقيا الحديثة
ملحوظة:

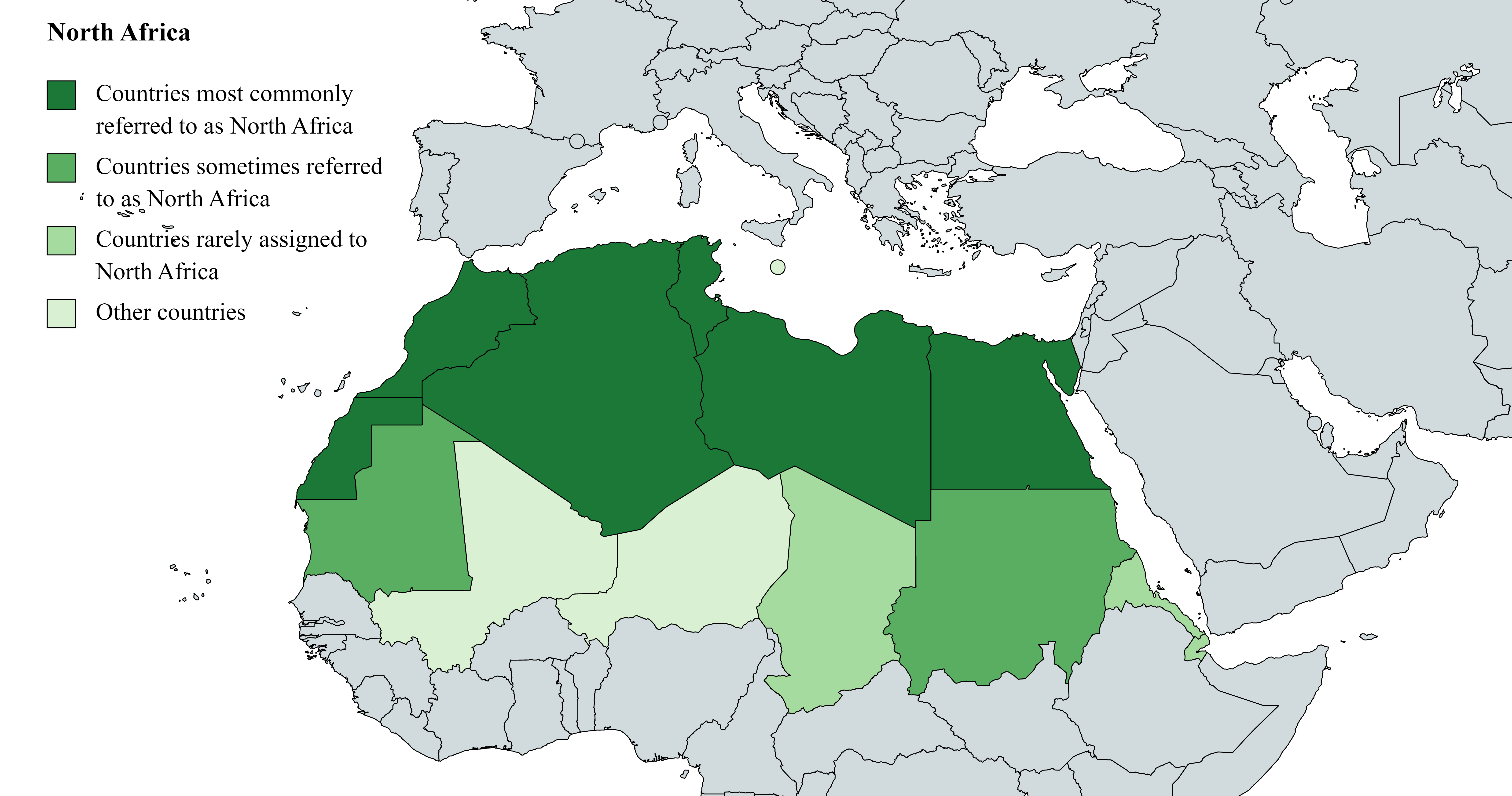
شمال أفريقيا
تتبع جغرافيّا شمال أفريقيا

- تعني كلمة «الحديثة» بأنها فترة مابعد الحرب العالمية الأولى، أي من 1918-الآن.
- يسمى المصطلح العربي لشمال أفريقيا باسم بلاد المغرب.
- النزاعات هي حوادث منفصلة لاتقل عن 100 ضحية.
- في جميع الأحوال فإن النزاعات تذكر الوفيات بالمجمل، بما فيها النزاعات الفرعية (مبينة تحت).

## قائمة النزاعات
| التاريخ   | النزاع                                                                   | الموقع                                                                              | الخسائر           |
| --------- | ------------------------------------------------------------------------ | ----------------------------------------------------------------------------------- | ----------------- |
| 1916      | التجريدة الإنكليزية المصرية على دارفور                                   | دارفور                                                                              |                   |
| 1919      | ثورة 1919 في مصر                                                         | مصر                                                                                 | 800-3,000         |
| 1920–1926 | حروب الريف                                                               | جمهورية الريف                                                                       | 40,000–46,400     |
| 1939–1945 | مسرح عمليات المتوسط والشرق الأوسط وأفريقيا في الحرب العالمية الثانية [أ] | الجزائر، مصر، ليبيا، المغرب، تونس                                                   | 1,000,000         |
| 1946      | ثورة طلاب مصر                                                            | مصر                                                                                 | 100–300           |
| 1952      | ثورة 23 يوليو                                                            | مصر                                                                                 | 1,000             |
| 1952–1954 | حرب استقلال تونس                                                         | تونس                                                                                | 2,500             |
| 1955–1972 | الحرب الأهلية السودانية الأولى                                           | السودان                                                                             | 500,000           |
| 1954–1962 | الثورة الجزائرية                                                         | الجزائر                                                                             | 179,000–1,500,000 |
| 1957–1958 | حرب إفني                                                                 | المغرب                                                                              | 8,400             |
| 1961      | أحداث بنزرت                                                              | تونس                                                                                | 654               |
| 1961–1964 | ثورة الطوارق الأولى                                                      | مالي النيجر                                                                         |                   |
| 1963–1964 | الحرب الأهلية الجزائرية 1963                                             | الجزائر                                                                             | 1,500             |
| 1963–1964 | حرب الرمال                                                               | المغرب، الجزائر                                                                     | 339               |
| 1965–1979 | الحرب الأهلية في تشاد (1965-1979)                                        | تشاد                                                                                | 500+              |
| 1970–     | نزاع الصحراء الغربية[ب]                                                  | موريتانيا المغرب الجمهورية العربية الصحراوية الديمقراطية                            | 14,000–21,000     |
| 1977      | المناوشات المصرية الليبية                                                | مصر ليبيا                                                                           | 500               |
| 1977      | انتفاضة الخبز (1977)                                                     | مصر                                                                                 | 70–800            |
| 1978–1987 | الصراع التشادي الليبي                                                    | ليبيا تشاد                                                                          | 8,500             |
| 1979–1982 | النزاع الداخلي في تشاد [بحاجة لمصدر]                                     | تشاد                                                                                |                   |
| 1982–2002 | الحرب الأهلية في تشاد [بحاجة لمصدر]                                      | تشاد                                                                                | 37,500            |
| 1983–2005 | الحرب الأهلية السودانية الثانية                                          | السودان                                                                             | 600,000–2,500,000 |
| 1986      | قصف ليبيا                                                                | ليبيا                                                                               | 100               |
| 1986      | أحداث الأمن المركزي                                                      | مصر                                                                                 | 107               |
| 1987      | ابو نضال يعدم أكثر من 160 شخصا                                           | ليبيا                                                                               | 150–160           |
| 1990–1995 | ثورة الطوارق (1990-1996)[ج]                                              | مالي النيجر                                                                         | 650-1,500         |
| 1992–2000 | الإرهاب في مصر[هل المصدر موثوق به؟]                                      | مصر                                                                                 | 1,300–2,000       |
| 1992–2002 | العشرية السوداء في الجزائر [بحاجة لمصدر]                                 | الجزائر                                                                             | 100,000–200,000   |
| 2001–2002 | أحداث القبائل                                                            | الجزائر                                                                             | 123               |
| 2002–     | التمرد في المغرب العربي والساحل                                          | المغرب, الجزائر, موريتانيا, النيجر, مالي                                            | 6,000             |
| 2003–     | نزاع دارفور                                                              | السودان                                                                             | 100,000–330,000   |
| 2005–2010 | النزاع بين تشاد والسودان                                                 | تشاد السودان                                                                        | 1,140             |
| 2007–2009 | ثورة الطوارق (2007–2009)                                                 | مالي النيجر                                                                         | 350-1,330         |
| 2009–     | النزاعات القبلية في السودان                                              | السودان جنوب السودان                                                                | 3,000–3,500       |
| 2010–     | الربيع العربي[د]                                                         | تونس, مصر, ليبيا, السودان, المغرب, الجزائر, الجمهورية العربية الصحراوية الديمقراطية | 26,400–31,400     |
| 2011–     | النزاع السوداني في جنوب كردفان والنيل الأزرق                             | السودان                                                                             | 1,500             |
| 2012–     | الصراع في شمال مالي                                                      | مالي                                                                                | 105–117           |

## تفصيل الخسائر
[أ].^حملة شمال أفريقيا (الحرب العالمية الثانية) – اجمالي الخسائر ~430,000 قتيل:
حملة الصحراء الغربية – 50,000 قتيل.
معركة الرأس الطيب – 900+ قتيل.
غزو الإسكندرية – 8 قتلى.
معركة رأس بوقارون – 27 قتيل.
المرسى الكبير – 1,299 قتيل.
عملية الشعلة – 1,825 قتيل.
حملة تونس – ~376,000 قتيل.
[ب].^نزاع جبهة البوليساريو من أجل الاستقلال (اجمالي الخسائر 14,020–14,038):
حرب الصحراء الغربية – قتلى القوات المغربية والموريتانية والفرنسية 7,000 ; قتلى قوات البوليساريو 4,000 ; قتلى مدنيين 3,000.
انتفاضة الإستقلال – 1 قتيل.
مظاهرات مخيم اكديم ازيك – 18–36 قتيل.
مظاهرات الصحراويين 2011 – 1 قتيل.
[ج].^ تمرد الطوارق (1990–1995) اجمالي الخسائر على الأقل 650-1,500:
مذبحة تشين تاباردين – 650-1,500 قتيل مدني.
[د].^الربيع العربي اجمالي الخسائر 26,363–31,370:
أزمات مصر
ثورة 25 يناير – 846 قتيل
التسلسل الزمني لثورة 25 يناير (ما بعد رحيل مبارك) – 179 قتيل.
الثورة التونسية – 224 قتيل.
أزمات ليبيا
ثورة 17 فبرايرالليبية – 25,000–30,000 قتيل.
العنف ما بعد الحرب الأهلية في ليبيا – أكثر من 1000 قتيل.
الاحتجاجات الجزائرية 2011 – 8 قتلى.
الاحتجاجات المغربية 2011 – 1 قتيل.
الاحتجاجات السودانية 2011 – 1 قتيل.